# Athetis longidigitus
Athetis longidigitus là một loài bướm đêm trong họ Noctuidae.